# Yuk Hui
Yuk Hui (en xinès, 許煜) és un filòsof i professor universitari nascut a Hong Kong. És sobretot conegut pels seus escrits sobre filosofia i tecnologia. Hui ha estat descrit com un dels filòsofs de la tecnologia contemporanis més interessants.

## Educació
Hui va estudiar enginyeria informàtica a la Universitat de Hong Kong. Va escriure la seva tesi doctoral amb el filòsof francès Bernard Stiegler com a tutor al Goldsmiths College de Londres i va obtenir la seva habilitació en filosofia de la tecnologia a la Leuphana University Lüneburg a Alemanya.

## Carrera
Hui ha estat investigador postdoctoral a l'Institut de Recherche et d'Innovation del Centre Pompidou de París i científic visitant als Laboratoris de Deutsche Telekom a Berlín. Des de 2010, ha estat ensenyant en diversos instituts com ara el Goldsmiths College de Londres, la Universitat Leuphana de Lüneburg, la Universitat Bauhaus de Weimar, l'Institut Strelka de Moscou, l'Acadèmia Xinesa d'Art de Hangzhou i la Universitat de la Ciutat de Hong Kong. Ha estat el coordinador de la Xarxa de Recerca per a Filosofia i Tecnologia des de 2014, i és membre del jurat del Premi Berggruen de Filosofia i Cultura des de 2020. Actualment és professor a la City University of Hong Kong.

## Influència i conceptes
Hui treballa en la intersecció entre tecnologia i filosofia. La seva primera monografia titulada On the Existence of Digital Objects (Sobre l'existència d'objectes digitals, 2016), un homenatge a l'obra de Gilbert Simondon, va ser prologada per Bernard Stiegler. La revista Jahrbuch Technikphilosophie va avalar el llibre perquè tenia "totes les qualitats per convertir-se en un autèntic clàssic en el futur". El segon llibre de Hui, The Question Concerning Technology in China. An Essay in Cosmotechnics (La qüestió sobre la tecnologia a la Xina. Un assaig sobre cosmotècnica, 2016), és una resposta a l'assaig de Martin Heidegger de 1953 "La qüestió relativa a la tecnologia". Hui va posar en dubte que el concepte de tecnologia als textos occidentals de filosofia no coincidís amb el de la Xina i va suggerir reconstruir un pensament tecnològic a la Xina. El filòsof nord-americà de la tecnologia Carl Mitcham, a una ressenya del llibre de Hui, escriu: "No hi ha cap treball més desafiant per a qualsevol persona interessada a intentar entendre tant els múltiples reptes filosòfics de la tecnologia científica occidental com l'ascens contemporani de la Xina a l'escena històrica mundial."
La tercera monografia de Hui Recursivity and Contingency (Recursivitat i contingència, 2019) és un tractat filosòfic de cibernètica. La revisió que en va fer la revista The Philosophical Quarterly afirmava que "Malgrat el període històric d'aproximadament 250 anys, la diversa gamma d'autors, disciplines i problemes subjacents, Recursivitat i Contingència es manté com un text fermament coherent pels dos conceptes que li donen títol". El professor Bruce Clarke a la seva ressenya per a l'American Book Review afirma que "Recursivitat i contingència sotmet la cibernètica a una lectura genealògica massiva fonamentada en l'idealisme alemany i la Naturphilosphie, demostrant les seves arrels més profundes en la 'condició orgànica de la filosofia' des d'Immanuel Kant, que va desenvolupar el concepte d'orgànic d'una manera que subordina el fenomen de la tècnica a una definició més general d'organisme".
Hui continua el seu treball sobre la recursivitat en una seqüela titulada Art and Cosmotechnics (Art i cosmotècnica, 2021). Una antologia de Hui que reuneix els seus escrits sobre política i tecnologia es va publicar el 2020 tant en portuguès com en espanyol. Ha estat àmpliament revisat i comentat positivament a l'Amèrica Llatina. El diari espanyol El Mundo el va descriure com una "nova superestrella del pensament".

## Línia de recerca
Hui és conegut principalment pels seus conceptes de tecnodiversitat i de cosmotècnia, que es basen en el que ell anomena l'antinòmia de la universalitat de la tecnologia. La intenció és apartar-se de la concepció d'una ciència i una tecnologia universals que van sorgir de la modernitat occidental i que s'han desenvolupat i estès avui a una escala global. Hui proposa redescobrir la història de la tecnodiversitat per conrear diferents concepcions de la tecnologia a través de diverses formes de pensament i pràctica per tal de poder inventar alternatives. Demana que altres pensadors contribueixin al projecte de conreu de la tecnodiversitat a través d'una investigació del pensament tecnològic mitjançant diferents epistemologies per obrir-se a una diversificació de tecnologies en el nostre món modern. La revista Angelaki (vol. 25 número 4, 2020) i Ellul Forum (número 68, 2021) van dedicar un número especial al concepte de cosmotècnia de Hui.

### Monografies
- Sobre l'existència d'objectes digitals, pref. Bernard Stiegler, University of Minnesota Press, 2016.ISBN 9780816698905
  - 论数码物的存在, trad. Wannan Li (李婉楠), Xangai: Shanghai People's Publishing House, 2019.ISBN 9787208154346 (xinès)
  - 디지털적 대상의 존재에 대하여, trad. 조형준, 이철규, 임완철, Seül: 새물결, 2021.ISBN 9788955594317 (coreà)
- The Question Concerning Technology in China: An Essay in Cosmotechnics, Falmouth: Urbanomic, 2017.
  - 중국에서의 기술에 관한 물음, trad. Hyung-Joon Jo, 새물결, 2019.ISBN 9788955594171 (coreà)
  - Die Frage nach der Technik a la Xina. Ein Essay über die Kosmotechnik, trad. David Frühauf, Berlín: Matthes und Seitz, 2020.ISBN 9783957578501 (alemany)
  - La Question de la technique en Chine, pref. Junius Frey, trad. Alex Taillard, París: Éditions Divergences, 2021.ISBN 9791097088354 (francès)
  - Cosmotecnica. La Question della Tecnologia in Cina, trad. Sara Baranzoni, Roma: Produzioni Nero, 2021.ISBN 9788880560937 (italià)
  - 论中国的技术问题—宇宙技术初论, trad.卢睿洋, 苏子滢, Hangzhou: Acadèmia d'Art de la Xina, 2021.ISBN 9787550317215 (xinès)
- Recursivity and Contingency, pref. Howard Caygill, Londres: Rowman i Littlefield, 2019.
  - Рекурсивность и контингентность, trad. Dmitry Kralechkin, Moscou: VAC, 2020.ISBN 9785907183124 (rus)
  - 递归与偶然, trad.苏子滢, Xangai: East China Normal University Press, 2020.ISBN 9784791774463 (xinès)
  - 再帰性と偶然性, trad.原島大輔, Tòquio: Seitosha, 2022.ISBN 9787576004694 (japonès)
- Art and Cosmotechnics, Minneapolis: University of Minnesota Press, 2021.ISBN 9781517909543

### Antologies
- Fragmentar el futuro: ensayos sobre tecnodiversidad, Buenos Aires: Caja Negra, 2020.ISBN 9789871622894 (espanyol)
- Tecnodiversidade, trad. Humberto do Amaral, Sao Paolo: Ubu, 2021.ISBN 9786586497229 (portuguès brasiler)
- Teknodiversitet, trad. Anders Dunker, Oslo: Existenz Forlag, 2022.ISBN 9788269190991 (noruec)
- Pensare la Contingenza. La rinascita della filosofia dopo la cibernetica, Roma: Castelvecchi, 2022.ISBN 9788832907216 (italià)

### Volums editats
- Philosophy after Automation, número especial de Philosophy Today (volum 65, número 2, primavera de 2021)
- On Cosmotechnics, número especial d'Angelaki, Vol 25, número 4 (agost de 2020)
- 30 Years after Les Immatériaux: Art, Science and Theory (coeditat amb Andreas Broeckmann), Meson Press, 2015.ISBN 9783957960306
- Cosmotechnics For a Renewed Concept of Technology in the Anthropocene (coeditat amb Pieter Lemmens), Routledge, 2021.ISBN 9780367769369